# Холмец (Ельнинский район)
Холме́ц   — деревня  в  Смоленской области России,  в Ельнинском районе. Население – 15 жителей (2007 год). Расположена в юго-восточной части области  в 14  км к северо-востоку от города Ельня, в 9 км к северу от станции Жегловка на железнодорожной линии Смоленск - Сухиничи. Входит в состав Бобровичского сельского поселения.

## Экономика
Крестьянское хозяйство «Труд» .